# 山本己沙雄
山本 己沙雄（やまもと みさお、1954年10月10日 - ）は、福岡県出身のプロゴルファー。
カンサイ所属。

## 来歴
福岡県立香椎工業高等学校出身。
18歳からゴルフを始め、1978年にプロ入りする。
1983年の九州オープンでは藤池昇・白石達哉に次ぐ3位に入り、1985年の兵庫県オープンでは初日を67で吉川一雄・山本洋一・森本俊治・宮本康弘・塩田昌宏を抑えての首位でスタートし、最終日には吉川の2位に入った。
1986年の関西プロでは初日を3アンダー69の8位タイでスタートし、2日目には吉村金八・倉本昌弘と並んでの6位タイとし、最終日には甲斐俊光・塩田と並んでの8位タイに留まった。
1988年の九州オープンでは友利勝良と共に1アンダー2位タイでスタートした2日目、通算3アンダーまでスコアを伸ばし、首位タイに並ぶ 。続く3日目には前半に友利に抑えられて一歩リードされるも終盤に追いつき、通算5アンダーで前日と同様に首位タイに並ぶ 。最終日には中盤にスコアを崩し、吉村と並んでの3位タイに終わった。
1988年のかながわオープンでは初日に68をマークして首位でスタートし、最終日も譲らず初優勝 。
1988年の千葉オープンでは初日を金子柱憲・牧野裕・安田春雄と共に67をマークして首位タイでスタートし、最終日には渡辺修・泉川ピート・丸山茂樹・塩田と並んでの6位タイに入った。
1990年のよこはまオープンでは3日目に68をマークし、最終日には曽根保夫・藤間達雄・並木弘道と並んでの5位タイに入った。
1990年の九州オープンでは3日目18位タイから最終日には5位タイに浮上し、1993年のヨネックスオープン広島では牧野裕・前田新作と並んでの5位タイに入った。
1993年のキャスコ岡山オープンでは宮田孝誠の2位、1994年の九州オープンでは日下部光隆の3位に入った。
1997年の九州オープンでは藤池昇龍・日下部に次ぐと同時に秋富由利夫と並んでの5位タイに入り、2002年の日本プロを最後にレギュラーツアーから引退。
2018年の第1回ホームテックカップスーパーシニアでは通算4アンダーで飯合肇の2位タイに入り、2019年の熊本・阿蘇シニアオープンスーパーシニアでは須貝昇・青木基正・山本善隆・鷹巣南雄を抑えて優勝。
福岡市東区の「ドライビングスペース青葉ゴルフ」でゴルフスクールを担当しているほか、パターが良くなかった重永亜斗夢に助言して改善させ、出水田大二郎にパッティングを指導。

## 主な優勝
レギュラー
- 1988年 - かながわオープン

シニア
- 2019年 - 熊本・阿蘇シニアオープンスーパーシニア